# Quercus dumosa
Quercus dumosa és una espècie de roure de la família de les fagàcies (Fagaceae) i està dins de la secció dels roures blancs. El seu nom comú en anglès és Coastal sage scrub oak.

## Descripció
Quercus dumosa és un arbust perennifoli que creix d'1 a 3 metres d'alçada a partir d'una xarxa d'arrels gran i profunda. Les fulles tenen vores espinoses o dentades. El fruit és una gla de fins a 1,5 cm d'ample. Alguns individus produeixen grans collites de glans i altres produeixen molt pocs fruits. Les glans es dispersen per la gravetat a mesura que cauen de l'arbre, i pels animals que les recullen, com els esquirols i els gaigs. Els animals se'ls mengen immediatament o se'ls emmagatzemen per més tard. Les glans tendeixen a germinar amb facilitat. La reproducció per llavors només es produeix en anys molt humits.

## Taxonomia
Quercus dumosa va ser descrita per Thomas Nuttall i publicat a The North American Sylva 1(1): 18, a l'any 1842.
Etimologia
Quercus: nom genèric del llatí que designava igualment al roure i a l'alzina.
dumosa: epítet llatí que significa "ples d'espines, tupit".
El nom Quercus dumosa s'aplicava antigament àmpliament a gairebé tots els roures de matoll del grup de roure blanc de Califòrnia i la Baixa Califòrnia.
El concepte d'aquesta espècie s'ha reduït gradualment a mesura que la recerca filogenètica i els tractaments taxonòmics han segregat diverses espècies. Els roures col·locats anteriorment a Q. dumosa inclouen:
- Q. turbinella
- Q. john-tuckeri
- Q. cornelius-mulleri
- Q. berberidifolia
- Q. pacifica

No obstant això, la majoria dels roures anomenats Quercus dumosa en el passat són ara considerats com Quercus berberidifolia. El concepte actual de Q. dumosa es limita a les poblacions de roures arbustius descurats amb pecíols curts, bases de fulles cordades, tricomes arrissats erectes a la superfície de la fulla abaxial i glans estrets i aguts que gairebé sempre ocorren a baixes temperatures. elevacions i molt sovint a la vista de l'oceà.

## Distribució i hàbitat
Quercus dumosa es troba a Califòrnia i a la Baixa Califòrnia. A la Baixa Califòrnia, es troba des de la frontera entre Mèxic i els Estats Units al sud fins a la península de Colonet. Està amenaçat per la pèrdua d'hàbitat. L'espècie dona el seu nom a la comunitat de plantes anomenada Quercus dumosa chaparral", en la qual sovint coexisteixen al chaparral el Quercus dumosa i Heteromeles arbutifolia.

## Ecologia
Quercus dumosa creix principalment en sòls sorrencs com ara gresos prop de la costa. El seu hàbitat és sovint el chaparral. Aquest roure brota vigorosament de la soca i de la capçada de l'arrel després d'un incendi forestal i desenvolupa una gran capçada als pocs anys després d'un incendi. De vegades codomina amb les espècies Ceanothus tan aviat com quatre anys després d'un incendi. Aquest roure creix bé en absència de foc.

## Al·lergenicitat
L'espècie és un al·lèrgen greu, amb la pol·linització generalment a la primavera.